# Ruder-Europameisterschaften 2018 – Leichtgewichts-Einer (Frauen)

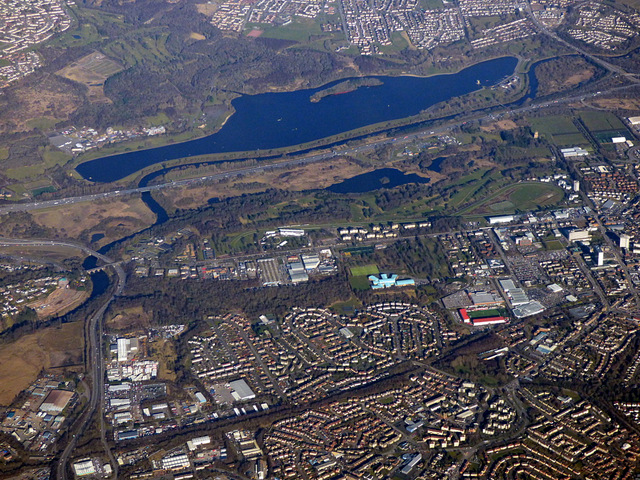
Luftbild der Regattastrecke Strathclyde Loch

Im Rahmen der Ruder-Europameisterschaften 2018 wurde zwischen den 2. und 5. August 2018 der Wettbewerb im Leichtgewichts-Einer der Frauen auf der Regattastrecke Strathclyde Loch ausgetragen. Es nahmen insgesamt zehn Starterinnen teil und der Wettbewerb bestand aus zwei Vorläufen, einem Hoffnungslauf sowie einem A- und B-Finale.
Für Deutschland startete Marie-Louise Dräger und erreichte das Finale, an dem sie aufgrund einer Krankheit nicht teilnehmen konnte. Anja Manoutschehri ging für die österreichische Mannschaft an den Start und belegte im B-Finale den ersten Platz. Die Goldmedaille sicherte sich die Belarussin Alena Furman vor der Französin Laura Tarantola und der Italienerin Clara Guerra.

## Wettbewerb

### Vorläufe
Die beiden Vorläufe wurden am 2. August 2018 ausgetragen. Die beiden bestplatzierten der Vorläufe qualifizierten sich direkt für das Finale, während die anderen über den Hoffnungslauf die Möglichkeit hatten, sich für das Finale zu qualifizieren.

#### Vorlauf 1
| Platz | Athletin            | Zeit in min | Zeit in min | Zeit in min | Zeit in min | Qualifikation |
| Platz | Athletin            | 0500 m      | 1000 m      | 1500 m      | 2000 m      | Qualifikation |
| ----- | ------------------- | ----------- | ----------- | ----------- | ----------- | ------------- |
| 1     | Laura Tarantola     | 1:52,01     | 3:50,15     | 5:51,36     | 7:52,23     | Finale        |
| 2     | Clara Guerra        | 1:53,76     | 3:52,05     | 5:54,10     | 7:55,95     | Finale        |
| 3     | Marie-Louise Dräger | 1:52,47     | 3:51,53     | 5:55,31     | 8:02,98     | Hoffnungslauf |
| 4     | Amber Kraak         | 1:57,24     | 3:58,07     | 6:02,48     | 8:05,69     | Hoffnungslauf |
| 5     | Anastasia Lebedeva  | 1:56,13     | 3:57,51     | 6:03,26     | 8:08,14     | Hoffnungslauf |

#### Vorlauf 2
| Platz | Athletin           | Zeit in min | Zeit in min | Zeit in min | Zeit in min | Qualifikation |
| Platz | Athletin           | 0500 m      | 1000 m      | 1500 m      | 2000 m      | Qualifikation |
| ----- | ------------------ | ----------- | ----------- | ----------- | ----------- | ------------- |
| 1     | Alena Furman       | 1:55,37     | 3:53,14     | 5:53,38     | 7:53,42     | Finale        |
| 2     | Emma Fredh         | 1:57,09     | 3:57,42     | 5:57,85     | 7:57,56     | Finale        |
| 3     | Katarzyna Welna    | 1:54,04     | 3:53,68     | 5:57,20     | 8:02,78     | Hoffnungslauf |
| 4     | Anja Manoutschehri | 1:57,29     | 4:00,23     | 6:05,76     | 8:09,50     | Hoffnungslauf |
| 5     | Olga Svirska       | 1:57,22     | 4:01,77     | 6:09,39     | 8:18,02     | Hoffnungslauf |

### Hoffnungslauf
Obwohl eigentlich zwei Hoffnungsläufe geplant waren, wurde mit allen sechs Starterinnen nur ein Hoffnungslauf durchgeführt. Die beiden besten dieses Laufes qualifizierten sich für das Finale. Die restlichen Starterinnen rudern im B-Finale um die weiteren Plätze.
| Platz | Athletin            | Zeit (min) | Zeit (min) | Zeit (min) | Zeit (min) | Qualifikation |
| Platz | Athletin            | 0500 m     | 1000 m     | 1500 m     | 2000 m     | Qualifikation |
| ----- | ------------------- | ---------- | ---------- | ---------- | ---------- | ------------- |
| 1     | Katarzyna Welna     | 1:53,79    | 3:50,54    | 5:48,77    | 7:46,57    | Finale        |
| 2     | Marie-Louise Dräger | 1:51,62    | 3:48,32    | 5:47,11    | 7:48,78    | Finale        |
| 3     | Anja Manoutschehri  | 1:56,69    | 3:55,47    | 5:54,36    | 7:52,48    | B-Finale      |
| 4     | Anastasia Lebedeva  | 1:54,96    | 3:52,71    | 5:52,93    | 7:53,41    | B-Finale      |
| 5     | Amber Kraak         | 1:56,44    | 3:56,66    | 5:57,20    | 7:55,46    | B-Finale      |
| 6     | Olga Svirska        | 1:56,70    | 3:57,29    | 5:59,19    | 8:00,12    | B-Finale      |

### Finalläufe

#### A-Finale
| Platz | Athletin            | Zeit in min | Zeit in min | Zeit in min | Zeit in min |
| Platz | Athletin            | 0500 m      | 1000 m      | 1500 m      | 2000 m      |
| ----- | ------------------- | ----------- | ----------- | ----------- | ----------- |
| 1     | Alena Furman        | 1:54,62     | 3:48,94     | 5:46,67     | 7:41,60     |
| 2     | Laura Tarantola     | 1:54,34     | 3:50,23     | 5:49,39     | 7:45,94     |
| 3     | Clara Guerra        | 1:53,38     | 3:48,26     | 5:49,75     | 7:47,71     |
| 4     | Katarzyna Welna     | 1:54,17     | 3:50,94     | 5:52,23     | 7:51,25     |
| 5     | Emma Fredh          | 1:56,32     | 3:53,81     | 5:53,04     | 7:51,57     |
| 6     | Marie-Louise Dräger | DNS         | DNS         | DNS         | DNS         |

#### B-Finale
| Platz | Athletin           | Zeit in min | Zeit in min | Zeit in min | Zeit in min |
| Platz | Athletin           | 0500 m      | 1000 m      | 1500 m      | 2000 m      |
| ----- | ------------------ | ----------- | ----------- | ----------- | ----------- |
| 1     | Anja Manoutschehri | 1:55,13     | 3:53,06     | 5:51,65     | 7:49,34     |
| 2     | Amber Kraak        | 1:56,50     | 3:55,65     | 5:56,17     | 7:54,87     |
| 3     | Anastasia Lebedeva | 1:55,47     | 3:55,26     | 5:58,40     | 7:58,69     |
| 4     | Olga Svirska       | 1:56,65     | 3:57,18     | 5:59,47     | 8:00,10     |